# Żychlin (gromada)
Żychlin – dawna gromada, czyli najmniejsza jednostka podziału terytorialnego Polskiej Rzeczypospolitej Ludowej w latach 1954–1972.
Gromady, z gromadzkimi radami narodowymi (GRN) jako organami władzy najniższego stopnia na wsi, funkcjonowały od reformy reorganizującej administrację wiejską przeprowadzonej jesienią 1954 do momentu ich zniesienia z dniem 1 stycznia 1973, tym samym wypierając organizację gminną w latach 1954–1972.
Gromadę Żychlin z siedzibą GRN w Żychlinie utworzono – jako jedną z 8759 gromad na obszarze Polski – w powiecie słupskim w woj. koszalińskim na mocy uchwały nr 43/54 WRN w Koszalinie z dnia 5 października 1954. W skład jednostki weszły obszary dotychczasowych gromad Żychlin, Węgierskie i Runowo ze zniesionej gminy Potęgowo oraz obszar dotychczasowej gromady Warcimino ze zniesionej gminy Mikorowo w tymże powiecie. Dla gromady ustalono 9 członków gromadzkiej rady narodowej.
1 stycznia 1958 z gromady Żychlin  wyłączono wieś Warcimino, włączając ją do gromady Mikorowo w tymże powiecie, po czym gromadę Żychlin zniesiono, a jej (pozostały) obszar włączono do gromady Potęgowo tamże.